# Eugene Hale
Eugene Hale (Turner, 1836. június 9. – Washington, 1918. október 27.) az Amerikai Egyesült Államok szenátora (Maine, 1881–1911).